# 르네사스 일렉트로닉스

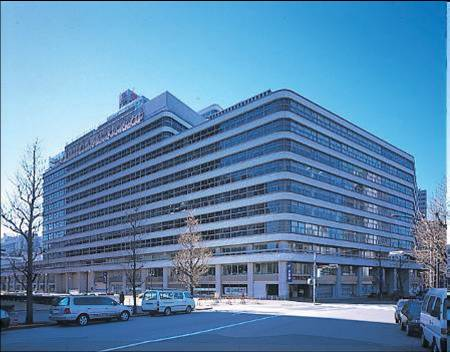

르네사스 일렉트로닉스(일본어: ルネサス エレクトロニクス株式会社 루네사스 에레쿠토로니쿠스 카부시키가이샤[*])는 일본 정부의 주도로 NEC, 히타치 제작소, 미쓰비시 전기 등 19개 기업이 공동 출자한 반도체 기업이다. 2003년 르네사스 테크놀로지로 출범하였으나 2010년 NEC의 합류와 2012년 구조조정으로 지금의 모습을 갖추었다.

## 역사
르네사스 테크놀로지는 2003년 4월 1일에 NEC (5%), 히타치 제작소 (55%), 미쓰비시전기 (45%)의 합작으로 설립되었다.
르네사스 테크놀로지는 2008년 당시 세계의 주요 종합 반도체 기업으로 휴대전화, 자동차용 시스템 반도체의 제조사 중 가장 큰 기업이었으며, 마이크로컨트롤러(MCU) 제조사중에도 가장 큰 기업이었다. 게다가 르네사스는 LCD 드라이버, RF 칩, 혼성신호 집적회로 및 칩기반 시스템을 제조하는 주요 기업이었다. 르네사스 테크놀로지는 세계 최대 반도체 기업 매출 순위 5위 안에 포함되는 기업이었다.
2010년 일본 굴지의 반도체 기업이던 NEC가 반도체 사업을 르네사스 테크놀로지에 통합시키면서 사명이 르네사스 일렉트로닉스로 변경되었다.
2011년 도호쿠 대지진과 뒤이은 일본의 불황은 승승장구하려던 르네사스를 무너뜨린 주범이었다. 큰 적자를 낸 르네사스는 2012년 일본 정부의 주도로 자금을 지원받고 구조조정을 시작하여, 자동차용 시스템 반도체 및 아날로그 반도체와 마이크로컨트롤러에 집중하고 나머지 사업은 축소하거나 매각하기로 방침을 정하였다. 그에 따라 1만명 이상의 인원을 해고하였으며, 2013년 휴대전화용 시스템 반도체, 무선 모뎀 사업을 브로드컴에 팔았다. 그러나 르네사스의 주요 사업인 마이크로컨트롤러는 점유율 하락으로 고전을 계속하고 있다.
2016년 약 3조 5천억원에 미국 인터실 사 인수, 2018년 7조 여원에 미국 인터그리티드 디바이스 테크놀로지 사 인수, 2021년 약 6조 6천억원에 영국 다이알로그 세미컨덕터 사 인수 등을 통해서 르네사스는 하락세를 반전시키기 위해 몸부림치고 있다.

## 제품
생산 중이거나 한때 생산하였던 제품은 다음과 같다.
- 시스템 LSI
  - 마이크로컴퓨터/(스마트 카드가 내장된) 마이크로컨트롤러
    - R8C 마이크로컨트롤러
    - M16C 마이크로컨트롤러
    - M32C 마이크로컨트롤러
    - SuperH 마이크로컨트롤러
    - H8 소자군 마이크로컨트롤러
    - M32R 마이크로컨트롤러

  - 주문형 반도체
  - 논리칩
  - 아날로그 반도체
- 부품 소자 (다이오드, 전력 MOSFET, 사이리스터, 트라이액, 트랜지스터)
- 메모리 (플래시, 에스램, TTRAM)

## 같이 보기
- 엘피다 메모리